# Narrosse
Narrosse – miejscowość i gmina we Francji, w regionie Nowa Akwitania, w departamencie Landy.
Według danych na rok 1990 gminę zamieszkiwały 2204 osoby, a gęstość zaludnienia wynosiła 209 osób/km² (wśród 2290 gmin Akwitanii Narrosse plasuje się na 195. miejscu pod względem liczby ludności, natomiast pod względem powierzchni na miejscu 1025.).